# Rattus lugens
Rattus lugens es una especie de roedor de la familia Muridae.

## Distribución geográfica
Es endémico de las selvas de las islas Mentawai (Indonesia).

## Estado de conservación
Se encuentra amenazada de extinción por la pérdida de su hábitat natural; hace más de 100 años que no ha sido vista por ningún científico.